# Monotoner Dichtequotient
Ein wachsender oder monotoner Dichtequotient, auch wachsender oder monotoner Likelihood-Quotient genannt, ist eine Eigenschaft einer Verteilungsklasse oder eines statistischen Modells in der mathematischen Statistik. Für Modelle mit wachsendem Dichtequotienten lässt sich das Neyman-Pearson-Lemma verallgemeinern und liefert somit die Existenz gleichmäßig bester Schätzer.

## Definition
Gegeben sei ein statistisches Modell {\displaystyle (X,{\mathcal {A}},(P_{\vartheta })_{\vartheta \in \Theta })} mit {\displaystyle \Theta \subset \mathbb {R} }. Des Weiteren existiere für alle {\displaystyle \vartheta \in \Theta } die Wahrscheinlichkeitsdichtefunktionen {\displaystyle f_{\vartheta }(x)}. Definiere
{\displaystyle R_{\vartheta \colon {\overline {\vartheta }}}:={\frac {f_{\overline {\vartheta }}(x)}{f_{\vartheta }(x)}}}
die Dichtequotientenfunktion.
Existiert nun für alle {\displaystyle \vartheta <{\overline {\vartheta }}} eine Statistik
{\displaystyle T\colon X\to \mathbb {R} },
so dass die Dichtequotientenfunktion eine monoton wachsende Funktion in {\displaystyle T} ist, so heißt das statistische Modell ein Modell mit wachsendem Dichtequotienten in {\displaystyle T}.
Es existiert also eine monoton wachsende Funktion {\displaystyle g_{\vartheta \colon {\overline {\vartheta }}}}, so dass
{\displaystyle R_{\vartheta \colon {\overline {\vartheta }}}=g_{\vartheta \colon {\overline {\vartheta }}}\circ T}
ist.

## Verwendung
In Modellen mit monotonem Dichtequotient lässt sich das Neyman-Pearson-Lemma auf einseitige Tests verallgemeinern. Dabei sind einseitige Tests von der Form
{\displaystyle \Theta _{0}=\{\vartheta \in \Theta \,|\,\vartheta \leq \vartheta _{0}\}{\text{ und }}\Theta _{1}=\{\vartheta \in \Theta \,|\,\vartheta >\vartheta _{0}\}}
oder umgekehrt, wobei {\displaystyle \Theta \subset \mathbb {R} } und {\displaystyle \vartheta _{0}} eine vorgegebene Zahl ist. Somit existiert in diesem Fall ein gleichmäßig bester Test zu einem vorgegebenen Niveau {\displaystyle \alpha }, der auch explizit angegeben werden kann.
Eine große Verteilungsklasse mit monotonem Dichtequotient ist beispielsweise die einparametrige Exponentialfamilie.